# Veisjärv
Veisjärv (est. Veisjärv) – jezioro na obszarze gminy Tarvastu w prowincji Viljandimaa, w Estonii. Około półtora kilometra na zachód znajduje się miejscowość Mäeküla. Ma powierzchnię 480 hektarów, maksymalną głębokość 3,5 m. Pod względem powierzchni jest ósmym jeziorem w Estonii. Sąsiaduje z jeziorem Mäeküla järv. Z jeziora wypływa rzeka Õhne jõgi, która przepływa przez znajdujący się na południu od jeziora rezerwat przyrody Rubina looduskaitseala. A następnie wpływa na terytorium Łotwy, aby powrócić do Estonii i zasilić jezioro Võrtsjärv.
W jeziorze występują między innymi płocie, szczupaki, sandacze, wzdręgi, leszcze, okonie, ukleje i węgorze.